# Amerli
Amerli (auch Amirli) (arabisch آمرلي, DMG Āmirlī) ist eine irakische Stadt im Distrikt Tuz Churmatu im Gouvernement Salah ad-Din. Sie liegt etwa 170 Kilometer nördlich der Stadt Bagdad. Amerli hat 26.000 Einwohner und ist mehrheitlich bewohnt von der ethnischen Minderheit der Turkmenen im Irak. Die Turkmenen sind mehrheitlich schiitischen Glaubens. Der Städtename Amirli (arabisch امرلي) ist eine Kurzform von  „Ali mein Prinz“ (arabisch أميري علي). Mit Ali ist der schiitische Imam Ali gemeint.
Am 7. Juli 2007 fand hier auf einem Marktplatz ein verheerender Selbstmordanschlag statt. 156 Menschen starben und 255 wurden verletzt.
2014 ereignete sich die Belagerung von Amerli: Eine militärische Auseinandersetzung zwischen der Terrororganisation islamischer Staat und den turkmenischen Schiiten Amerlis.